# Sans Arc
Sans Arc sau Itázipčho (în lakota: Itazipcola, Hazipco - „Cei care vânează fără arcuri”) este un subtrib al poporului Lakota. Sans Arc este traducerea în franceză a denumirii și înseamnă „fără arcuri”. În lucrarea Wooden Leg: A Warrior Who Fought Custer⁠(d), denumirea este redată Arrows all Gone. Membrii tribului locuiesc în Rezervația indiană Cheyenne River⁠(d).
Adevăratul sens al termenului Itazipacola este „fără însemne”. Acesta se referea la faptul că războinicii Itazipco erau atât de generoși încât nu își marcau săgețile și toată lumea putea împărți carnea vânatului (de obicei, săgețile erau marcate astfel încât vânătorul să-și revendice bizonul ucis). Din acest motiv, atunci când Creatorul a înmânat pipa sacră tribului Lakota, White Buffalo Woman a oferit-o celor din tribul Itazipco, deoarece vor fi întotdeauna dispuși să o împartă cu ceilalți.

## Itázipčho thiyóšpaye sau clanuri
Împreună cu Minneconjou (Mnikȟówožu, Hokwoju) și Two Kettles⁠(d) (Oóhe Núŋpa, Oóhenuŋpa, Oohenonpa) alcătuiesc poporul central lakota și împărțiți în mai multe clanuri sau thiyóšpaye :
- Itazipco-hca
- Mini sala
- Sina luta oin sau Shinalutaoin
- Woluta yuta
- Maz pegnaka
- Tatanka Cesli sau Tatankachesli
- Siksicela sau Shikshichela
- Tiyopa Canupa sau Tiyopaoshanunpa

## Personalități ale tribului
- Spotted Eagle
- Red Bear
- Looks Up
- Circling Bear
- Elk Head
- Black Hawk⁠(d)
- Hump Nose - căpetenie care a luat parte la Bătălia de pe Little Bighorn.[2]